# Luis Garro
Luis Fernando Garro Sánchez (Huancavelica, Provincia de Angaraes, Perú, 20 de julio de 1996) es un futbolista peruano. Juega como lateral derecho y su  equipo actual es el Sport Huancayo de la Liga 1 de Perú.

## Trayectoria
Hizo las divisiones menores en el Esther Grande de Bentín, para la temporada 2013 participa en la Copa de Oro A donde fue partícipe del tetracampeonato de la categoría 96 de dicho club ese mismo año. 
En el 2015, se presentó a unas pruebas en la Reserva del Municipal, en ese entonces su DT era Fabricio Sierra. No obstante a mitad de estas pruebas se fue a Melgar de la ciudad de Arequipa para jugar por la Reserva dirigida por Diego Calero. Por temas personales retorna a Lima. Nuevamente hizo pruebas en Deportivo Municipal y se quedó en el equipo. Estuvo todo el 2015 en la 'Academia’. 
Tras destacar en 'Muni', Sierra y su comando técnico, que se fueron a la Reserva de Alianza Lima, contrataron a Garro. Destacó y el entrenador Roberto Mosquera lo subió al primer equipo, ya el entrenador reemplazante Juan Jayo lo utilizó con mayor regularidad sobre el final del 2016. 
No obstante el fichaje del experimentado Paolo de la Haza en el 2017 en su misma posición, Garro tuvo regularidad aquel año, disputando la mitad de los partidos del equipo que salió campeón aquel año. La regularidad continuó el año siguiente, el 2018 (salió subcampeón con Alianza) disputó la mayoría de los partidos del equipo tanto en el torneo local como en la Copa Libertadores de América de aquel año. 
Sin embargo, tras la consecución del subcampeonato anteriormente mencionado, se marcha al Unión Comercio para el 2019, donde perdió la categoría. 
Para el 2020, recala en el Club Universidad San Martín donde permanece por 2 temporadas jugando siempre de titular. 
El año 2022 se convierte en flamante contratación del Sport Boys del Callao como refuerzo para disputar la Copa Sudamericana de aquel año.

## Estadísticas

### Clubes
| Club                                             | Div.          | Temporada     | Liga  | Liga  | Copas nacionales | Copas nacionales | Copas internacionales | Copas internacionales | Total | Total |
| Club                                             | Div.          | Temporada     | Part. | Goles | Part.            | Goles            | Part.                 | Goles                 | Part. | Goles |
| ------------------------------------------------ | ------------- | ------------- | ----- | ----- | ---------------- | ---------------- | --------------------- | --------------------- | ----- | ----- |
| Alianza Lima · Perú                              | 1.ª           | 2016          | 3     | 0     | 0                | 0                | 0                     | 0                     | 3     | 0     |
| Alianza Lima · Perú                              | 1.ª           | 2017          | 18    | 2     | 0                | 0                | 0                     | 0                     | 18    | 2     |
| Alianza Lima · Perú                              | 1.ª           | 2018          | 30    | 0     | 0                | 0                | 4                     | 0                     | 34    | 0     |
| Alianza Lima · Perú                              | Total club    | Total club    | 51    | 2     | 0                | 0                | 4                     | 0                     | 55    | 2     |
| C. D. Unión Comercio · Perú                      | 1.ª           | 2019          | 26    | 1     | 3                | 0                | 0                     | 0                     | 29    | 1     |
| C. D. Unión Comercio · Perú                      | Total club    | Total club    | 26    | 1     | 3                | 0                | 0                     | 0                     | 29    | 1     |
| C. D. Universidad de San Martín de Porres · Perú | 1.ª           | 2020          | 20    | 0     | 0                | 0                | 0                     | 0                     | 20    | 0     |
| C. D. Universidad de San Martín de Porres · Perú | 1.ª           | 2021          | 17    | 1     | 1                | 0                | 0                     | 0                     | 18    | 1     |
| C. D. Universidad de San Martín de Porres · Perú | Total club    | Total club    | 37    | 1     | 1                | 0                | 0                     | 0                     | 38    | 1     |
| Sport Boys · Perú                                | 1.ª           | 2022          | 29    | 0     | 0                | 0                | 2                     | 0                     | 31    | 0     |
| Sport Boys · Perú                                | Total club    | Total club    | 29    | 0     | 0                | 0                | 2                     | 0                     | 31    | 0     |
| Cienciano · Perú                                 | 1.ª           | 2023          | 25    | 0     | 0                | 0                | 1                     | 0                     | 26    | 0     |
| Cienciano · Perú                                 | Total club    | Total club    | 25    | 0     | 0                | 0                | 1                     | 0                     | 26    | 0     |
| Total carrera                                    | Total carrera | Total carrera | 168   | 4     | 4                | 0                | 7                     | 0                     | 179   | 4     |

## Palmarés

### Torneos cortos
| Título          | Club         | País | Año  |
| --------------- | ------------ | ---- | ---- |
| Torneo Apertura | Alianza Lima | Perú | 2017 |
| Torneo Clausura | Alianza Lima | Perú | 2017 |

### Campeonatos nacionales
| Título              | Club         | País | Año  |
| ------------------- | ------------ | ---- | ---- |
| Campeonato Nacional | Alianza Lima | Perú | 2017 |